# 明治東洋医学院専門学校
明治東洋医学院専門学校（めいじとうよういがくいんせんもんがっこう）は、大阪府吹田市西御旅町にある私立専修学校。学校法人明治東洋医学院が運営する。

## 沿革
- 1925年 - 山崎尚文、大阪市西区に山﨑鍼灸学院を開校
- 1930年 - 大阪市天王寺区に移転、校名を明治鍼灸学校と改称
- 1951年 - 戦後の混乱の中で一旦廃校となる
- 1959年 - 厚生大臣認可の明治鍼灸専門学校として吹田市で再建
- 1961年 - 校名を明治鍼灸柔道整復専門学校と改称
- 1992年 - 校名を明治東洋医学院専門学校と改称

## 学科
- 鍼灸学科
[コース] 午前コース・午後コース・夜間コース
- 柔整学科
[コース] 午前コース・午後コース・夜間コース
- 教員養成学科（鍼灸の教員を養成する）
[コース] 午前コース

## 出身者
- 多賀一郎（教育者）[1]
- 山崎剛（元プロ野球選手、引退後の入学）

## 所在地
- 〒564-0034 大阪府吹田市西御旅町7-53

最寄り駅は、阪急千里線下新庄駅

## 附属施設
- 明治東洋医学院専門学校附属治療所（鍼灸科・柔整科）
- Meijiフットサル
- カフェテリア